# Captain Nemo and the Underwater City
Captain Nemo and the Underwater City (Brasil: Capitão Nemo e a Cidade Flutuante / Portugal: O Capitão Nemo e a Cidade Submarina) é um filme britânico de 1969 do gênero "Aventura", dirigido por James Hill e distribuido pela MGM. Roteiro de Pip e Jane Baker que adapta o Capitão Nemo, personagem de livro de Julio Verne (Vinte mil léguas submarinas), para uma nova aventura.

## Elenco
- Robert Ryan…Capitão Nemo
- Chuck Connors…Senador Robert Fraser
- Nanette Newman…Helena Beckett
- Luciana Paluzzi…Mala
- John Turner…Joab
- Bill Fraser…Barnaby Bath
- Kenneth Connor…Swallow Bath

## Sinopse
Na década de 1860, um navio sofre naufrágio causado por uma tempestade quando passava pela costa americana e os passageiros e tripulação são resgatados pelo Capitão Nemo em seu submarino, o Nautilus. Nemo os leva para uma cidade submersa, Templemir, uma utopia auto-sustentável habitada por muitas pessoas. Nemo avisa os recém-chegados que não poderão partir da cidade, o que leva a que vários deles passem a planejar uma fuga.